# 西洋井
西洋井，是位于中国福建省宁德市柘荣县楮坪乡社坪村西洋自然村中心的一个明代古建筑，2011年7月入选第八批柘荣县文物保护单位。
西洋井是西洋村民的饮用水源，始建于明朝崇祯十二年（1639年）正月，井深2.1米，水深1.27米，井口的青石质栏板为长方形，面宽1.26米，进深0.92米，高0.5米，厚0.1米，井坪进深4.5米，面阔8.1米。右侧边沿摆放着3个石雕椭圆形带柄洗衣盆，为附属文物。现总体保存完好。